# Dziesiąta muza
Dziesiąta muza: zagadnienia estetyczne kina – monografia Karola Irzykowskiego wydana w 1924 w Krakowie przez Krakowską Spółkę Wydawniczą, pierwsza w Polsce i jedna z pierwszych na świecie monografia poświęcona sztuce filmowej. 
Irzykowski, analizując filmy nieme, sformułował na  kartach swej książki słynną definicję kina: "jest to widzialność obcowania człowieka z materią”. W Dziesiątej muzie znaleźć można wiele spostrzeżeń na temat związków filmu z literaturą. Po wojnie ukazało się kilka wznowień książki. W ramach edycji dzieł zebranych Dziesiąta muza została wydana pod wspólną okładką wraz z pomniejszymi pismami filmowymi (m.in. recenzje).